# Diospyros halesioides
Diospyros halesioides là một loài thực vật có hoa trong họ Thị. Loài này được Griseb. mô tả khoa học đầu tiên năm 1866.